# Międzynarodowy Certyfikat Umiejętności Komputerowych (ICDL)
Uzasadnienie: dubel opisujący to samo zagadnienie pod zmienioną nazwą
Międzynarodowy Certyfikat Umiejętności Komputerowych (International Computer Driving License, ICDL) wcześniej znany jako Europejski Certyfikat Umiejętności Komputerowych (European Computer Driving Licence, ECDL).
Certyfikacja ECDL istnieje od roku 1997 i od tego czasu przeszła bardzo wiele zmian i istotnie się rozwinęła. Z certyfikacji europejskiej (ECDL), stała się certyfikacją światową, jako ICDL (International Computer Driving Licence). Certyfikaty ICDL/ECDL wydano już w ponad 100 krajach a egzaminy można zdawać w 41 językach, w tym również po polsku. Certyfikat ECDL przyznawany jest we wszystkich krajach zawsze i wszędzie na tych samych zasadach. Oznacza to, że do otrzymania go tak w Polsce, jak i innych krajach niezbędna jest dokładnie ta sama wiedza i umiejętności oraz konieczność zdania tych samych egzaminów (sylabusy i testy egzaminacyjne zatwierdzone przez Fundację ICDL – wcześniej znaną pod nazwą Fundacja ECDL – tłumaczone są na różne języki). Certyfikat ECDL otrzymany w Polsce jest więc powszechnie honorowany na całym świecie.
ICDL/ECDL jest uznawana za jedną z najlepszych certyfikacji nie tylko podstawowych umiejętności komputerowych, o czym świadczą liczne publikacje, raporty i odniesienia. Kwalifikacje (certyfikaty) ICDL/ECDL można znaleźć w wielu narodowych ramach kwalifikacji w Europie, Azji czy Afryce.
W 1997 roku powstało w ramach Polskiego Towarzystwa Informatycznego Polskie Biuro ECDL, którego zadaniem jest koordynacja prac, obsługa informacyjna systemu wydawania certyfikatów ICDL/ECDL i nadzór nad rzetelnością przeprowadzania egzaminów.